# Sigered van Essex

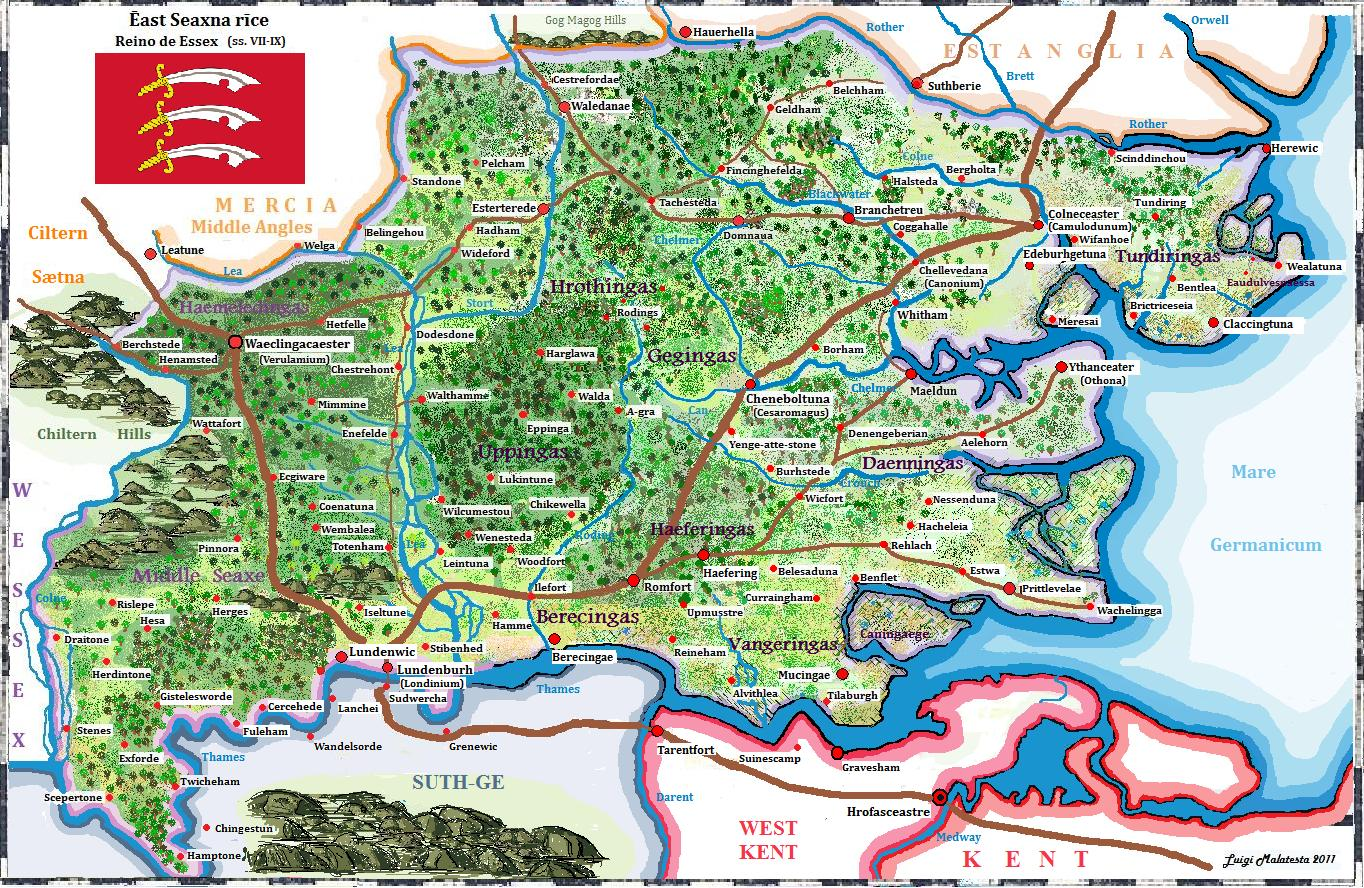
Essex in de vroege Angelsaksische periode.

Sigered (ook wel Sigred, Sired of Sigredus genoemd; voor 798 - ca. 827) was van 798 tot ca. 825 koning van het Angelsaksische koninkrijk Essex.

## Leven
Sigered volgde in 798 zijn vader Sigeric I als koning op. Hij is enkel uit charters (oorkonden) bekend, die hij als getuige ondertekende. In 811 ondertekende hij als rex (koning) enige oorkonden van koning Coenwulf van Mercia. Vanaf 812 ondertekende hij oorkonden nog enkel als subregulus (onderkoning), een rangvermindering, die klaarblijkelijk onder druk van Mercia werd ingevoerd. Mogelijk was hij ook de Sigered die vanaf 814  met dux ("hertog" Sigered) Cenwulf's charters ondertekende. Enige historici beschouwen deze identificatie als zeker.
In 825 bevocht Egbert van Wessex Mercia in de slag bij Ellandun. Na deze overwinning onderwierpen Kent, Surrey, het koninkrijk Sussex en het koninkrijk Essex zich aan Wessex. Sigered werd verdreven en Essex als onderkoninkrijk van het koninkrijk Wessex ingelijfd.
Sigered stierf omstreeks 827. Volgens sommige historici zijn Sigered en zijn opvolger Sigeric II een en dezelfde persoon.